# Rózsika Rothschild

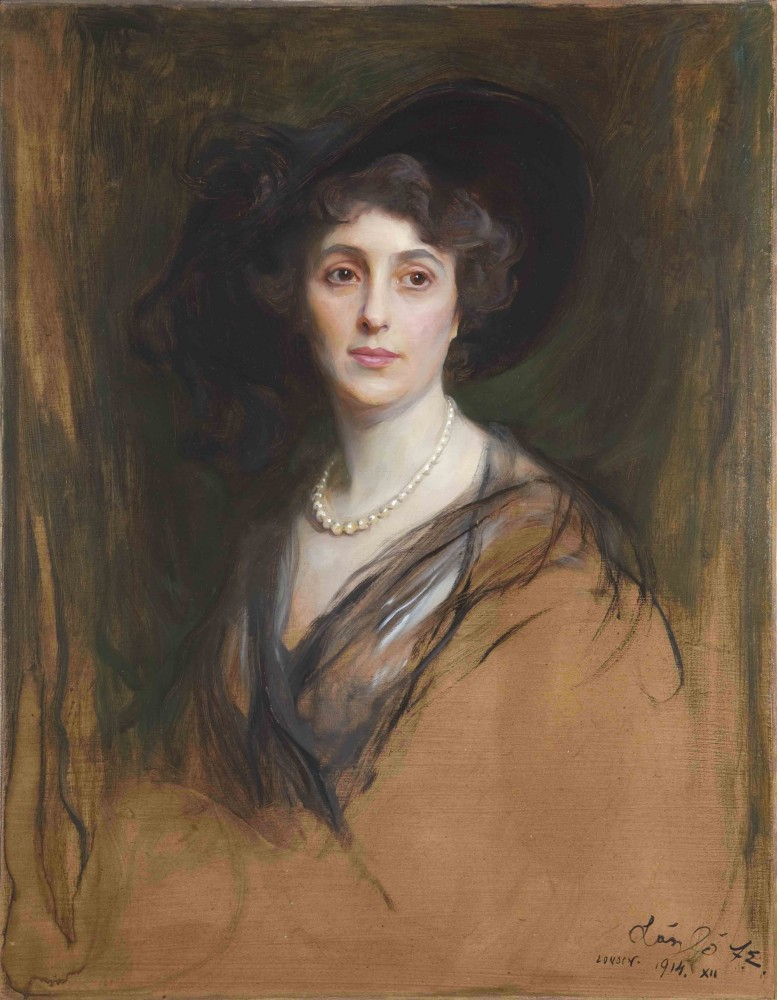
Rózsika Rothschild, porträtiert von Philip Alexius de László (1914)

Rózsika Rothschild (* 1870 als Rózsika Edle von Wertheimstein in Nagyvárad, Österreich-Ungarn (heute Oradea, Rumänien); † 30. Juni 1940 London) war eine Tennisspielerin. Sie war die Gattin des Bankiers und Entomologen Charles Rothschild (1877–1923).

## Leben
Rózsika Rothschild wuchs als eines von sieben Kindern des Offiziers der österreich-ungarischen Armee, Alfred Edler von Wertheimstein, auf. Die Familie Wertheimstein war die erste jüdische Familie in Europa, die in den Adelsstand erhoben wurde, ohne dass sie zuvor zum christlichen Glauben konvertierte. Die mehrsprachig aufgewachsene Rózsika galt als politisch interessiert. Um die Jahrhundertwende war sie eine bekannte Tennisspielerin und nationale ungarische Meisterin. Allerdings wurde der Tennissport damals fast ausschließlich vom Adel betrieben.
Nach ihrer Hochzeit in Wien am 6. Februar 1907 mit Charles Rothschild, Sohn des Nathan Mayer Rothschild, 1. Baron Rothschild aus dem englischen Zweig der Bankiersfamilie Rothschild, den sie bei einer Schmetterlings-Exkursion in den Karpaten kennengelernt hatte (andere Daten deuten darauf hin, dass es ein Tennisplatz in Karlsbad war), lebte das Paar abwechselnd auf seinem Landsitz in Tring (Hertfordshire) und in London. Nach dem frühen Tod ihres Mannes, der 1923, nachdem er an Encephalitis erkrankt war, durch Suizid starb, erzog sie ihre vier Kinder alleine. Ihre letzten Jahre verbrachte sie in London.

### Nachkommen
- Miriam Louisa Rothschild (1908–2005), Zoologin
- Elizabeth Charlotte Rothschild (1909–1988), genannt Liberty
- Victor Nathaniel Mayer Victor Rothschild (1910–1990), Biologe, Cricketspieler und Labourabgeordneter
- Kathleen Annie Pannonica Rothschild (1913–1988), genannt Nica, nach ihrer Heirat Baroness Pannonica de Koenigswarter, Jazz-Mäzenin